# AMX-10RC
L'AMX-10RC è un veicolo da ricognizione prodotto dalla Nexter  ed in servizio nelle forze armate francesi. 
Progettato a partire dal 1970 per sostituire i Panhard AML allora in uso nell'esercito francese, l'AMX-10RC è armato con un cannone F2 MECA da 105mm che gli consente di svolgere sia missioni di ricognizione che di supporto di fuoco.
L'ERC-90 Sagaie e l'AMX-10RC saranno sostituiti, nell'Armée de terre, dall'Engin blindé de reconnaissance et de combat (EBRC).

## Descrizione
L'AMX-10RC ha raggiunto le dimensioni massime per un veicolo trasportabile dal C-130: è anfibio, e scafo e torretta sono costituiti di leghe d'alluminio saldato. La disposizione è convenzionale, con il comparto guida davanti, quello di combattimento al centro e il vano motore posteriore.
Trasmissione, e motore sono derivati direttamente da quelli del cingolato AMX-10P. In virtù di questo, le ruote, pure tutte motrici, non sterzano, ma sono regolate come i cingoli dei blindati, fermandosi o ruotando in maniera differenziale. Il veicolo appare tanto compatto anche per la meccanica sopra descritta, che si può descrivere come un ibrido tra un treno di rotolamento cingolato ed uno su ruote: il movimento comunque non è particolarmente inficiato dal compromesso di base nella locomozione. Da notare che grazie ai 2 idrogetti posteriori in acqua si possono raggiungere, previa erezione della piastra frangiflutti anteriore, i 7,2 km/h. Le sospensioni poi sono sofisticate al punto che il veicolo può alzarsi dal suolo tra i 330 e i 470mm, se necessario differenziando anche l'altezza tra un lato e l'altro, ma in genere cambiando a seconda se il movimento avviene su strada o fuoristrada.
Il cannone è a media pressione da 105mm, dotato di un sofisticato sistema di controllo del tiro, dotato di telemetro laser, computer balistico, apparati IR di visione notturna. La torretta ha 3 uomini, come nei carri armati, capocarro, tiratore e caricatore. Vi è anche un periscopio panoramico di osservazione per il capocarro, mentre la dotazione di proiettili da 105 è di 40 colpi, più 4000 di piccolo calibro. Sono presenti dei lanciafumogeni.
In servizio l'AMX-10RC si è dimostrato un mezzo facilmente distruttibile dell'artiglieria, avendo protezione laterale pari a quella degli APC. Non c'erano e non ci sono stati altri autoblindo capaci di competere in potenza con esso per almeno 15 anni, i veicoli (Rooikat e Centauro) che alla fine l'hanno superato si sono dimostrati notevolmente migliori e facenti parte di un'altra categoria di peso e protezione, ma non anfibi. 
L'AMX-10RC ha partecipato a Desert Storm e a numerosi scontri con il Fronte Polisario.
1. ↑   AMX 10 RC, su fas.org. URL consultato il 2 febbraio 2013.